# Prosonomasie
La prosonomasie (substantif féminin), du grec pros (« près ») et onoma (« nom ») est une figure de style qui consiste à faire allusion à la ressemblance de sonorité qui se trouve entre différents mots dans une même phrase. Très proche de la paronomase (on parle alors de paronomasie), la prosonomasie porte à la différence de celle-ci sur les phonèmes (les sons proches) alors que la paronomase porte sur la relation lexicale (sur les lexèmes) ou paronymes.

## Exemple
Comme la vie est lente ; et comme l'espérance est violente (« Le Pont Mirabeau », Guillaume Apollinaire, Alcools).
« Comparaison n'est pas raison » (Proverbe)
« A mi-chemin de la cage au cachot la langue française a cageot » ("Le cageot", Francis Ponge, Le Parti pris des Choses)
« Celle qui m'a senti naître et m'a vu grandir centimètre par centimètre m'a toujours dit : "Rien n'sert d'avoir des projets sans t'y mettre" » ("Rêve d'avoir des rêves", Nekfeu, Feu)

## Définition

### Définition linguistique
La prosonomasie est une figure de transformation phonique à l'identique ; le locuteur cherche la similarité.

### Définition stylistique
Elle a pour effet de rapprocher des mots de sens différents mais partageant une sonorité semblable ou une homophonie imparfaite. Elle permet de créer une surprise chez l'interlocuteur.
La publicité en a souvent recours afin de suggérer une image mentale associant le produit à vanter et des qualités que l'on cherche à lui attribuer. En littérature, on la retrouve surtout dans les textes lyriques ou argumentatifs, voire pamphlétaires, où elle permet d'identifier des personnages à des qualités, vices ou défauts, sur un mode ironique.